# Miguel III, o Ébrio
Miguel III (em grego: Μιχαήλ Γ΄; romaniz.: Mikhaēl III), (19 de janeiro de 840 – 23 de setembro de 867), imperador bizantino de 842 a 867. Miguel III foi o terceiro e último imperador da dinastia Amoriana.

## Vida
Miguel era o filho mais novo do imperador Teófilo e de Teodora.  Já coroado co-imperador pelo seu pai em 840, Miguel III acabara de completar dois de idade quando sucedeu ao pai como único imperador a 20 de janeiro de 842.
Durante a menoridade de Miguel, o império foi governado pela sua mãe Teodora, pelo seu tio Sérgio Nicetiata e pelo ministro Teoctisto. A imperatriz tinha simpatias iconódulas (ela admirava os ícones e se opunha aos iconoclastas) e depôs o patriarca João VII Gramático, substituindo-o pelo iconódulo Metódio I em 843. Este facto pôs fim à segunda vaga de iconoclastia. A estabilização interna do estado não teve reflexo, porém, nas suas fronteiras. As forças bizantinas foram derrotadas na Panfília, em Creta e na fronteira da Síria pelos Abássidas, embora a marinha bizantina tenha conseguido uma vitória contra os árabes em 853. O governo imperial empreendeu o estabelecimento dos paulicianos das fronteiras orientais na Trácia (afastando-os assim dos seus correligionário e povoando outra região de fronteira) e lançou uma expedição contra os eslavos do Peloponeso.
À medida que o imperador crescia, os cortesões em seu redor lutavam por exercer influência sobre ele. Cada vez mais próximo do seu tio Bardas, Miguel nomeou-o césar e autorizou-o a matar Teoctisto em novembro de 855. Com a ajuda de Bardas, Miguel III derrubou a regência a 15 de março de 856 e mandou a sua mãe e as suas irmãs para um mosteiro em 857.
Bardas justificou a usurpação introduzindo várias reformas. Miguel III tomou parte activa na guerra contra os Abássidas e os seus vassalos na fronteira leste do império (856–863). Em 859, cercou pessoalmente Samósata, mas em 860 teve de interromper essa campanha para enfrentar um ataque dos rus' a Constantinopla. Miguel foi derrotado pelo califa abássida Mutavaquil em Dazimo em 860, mas, em 863, o seu outro tio, Petronas, derrotou o emir de Melitene, Ambros, na famosa Batalha de Lalacão e celebrou um triunfo na capital.
Sob a influência de Bardas e de Fócio, Miguel presidiu a reconstrução de cidades e de infraestruturas arruinadas, a reabertura de mosteiros encerrados, e a reorganização da universidade imperial no palácio de Magnaura. Fócio, que começara a cerreira como leigo, tomara ordens e fora promovido a patriarca depois da expulsão do problemático Inácio em 858. Esta situação criou um cisma dentro da Igreja e, embora um sínodo em Constantinopla tivesse confirmado Fócio com patriarca em 861, Inácio recorreu para o papa Nicolau I, que declarou Fócio patriarca ilegítimo em 863. O conflito por causa do trono patriarcal e da suprema autoridade eclesiástica foi ainda exacerbado pelos activos esforços de evangelização iniciados por Fócio.
Guiado por ele, Miguel patrocinou a missão dos santos Cirilo e Metódio ao grão-cã dos cazares, num esforço para deter a expansão do judaísmo entre aquele povo. Embora a missão tenha fracassado, a sua missão seguinte, em 863, conseguiu a conversão da Morávia e concebeu o alfabeto glagolítico para transcrever o eslavónico. Receando a possível conversão de Bóris I da Bulgária ao cristianismo de matriz ocidental, Miguel III e Bardas invadiram a Bulgária e impuseram a Bóris a conversão ao Cristianismo ortodoxo como parte do tratado de paz em 864.

Império Bizantino à morte de Miguel III

O casamento de Miguel III com Eudócia Decapolitissa não gerou filhos, mas o imperador quis evitar um escândalo tentando casar com a sua amante de longa data Eudócia Ingerina. A sua solução para o problema foi casar Eudócia Ingerina com o seu favorito e camareiro Basílio. Basílio ganhou cada vez mais influência sobre Miguel, e conseguiu convencer o imperador que o seu tio Bardas estava envolvido numa conspiração contra ele, o que lhe permitiu assassinar Bardas. Agora sem rivais directos, Basílio foi coroado co-imperador em maio de 867 e foi adoptado por Miguel III, bastante mais novo do que ele. Esta curiosa iniciativa pode ter tido como objectivo legitimar a sucessão ao trono por Leão VI, o Sábio, filho de Eudócia Ingerina e de Miguel, apesar de Leão ser oficialmente filho de Basílio.
Basílio mandou assassinar Miguel III enquanto este dormia em setembro de 867, e sucedeu-lhe como único imperador. A má reputação e o cognome com que Miguel III passou à História devem-se sobretudo à propaganda de Basílio I, como forma de justificar a sua usurpação do poder.

## Família
Miguel III não teve filhos com a sua esposa Eudócia Decapolitissa, mas crê-se que foi pais de um ou de dois filhos com a sua amante Eudócia Ingerina:
- Leão VI, o Sábio, que se tornou imperador em 886, e
- Estêvão I, patriarca de Constantinopla.